# اختصاصي حياة الأطفال

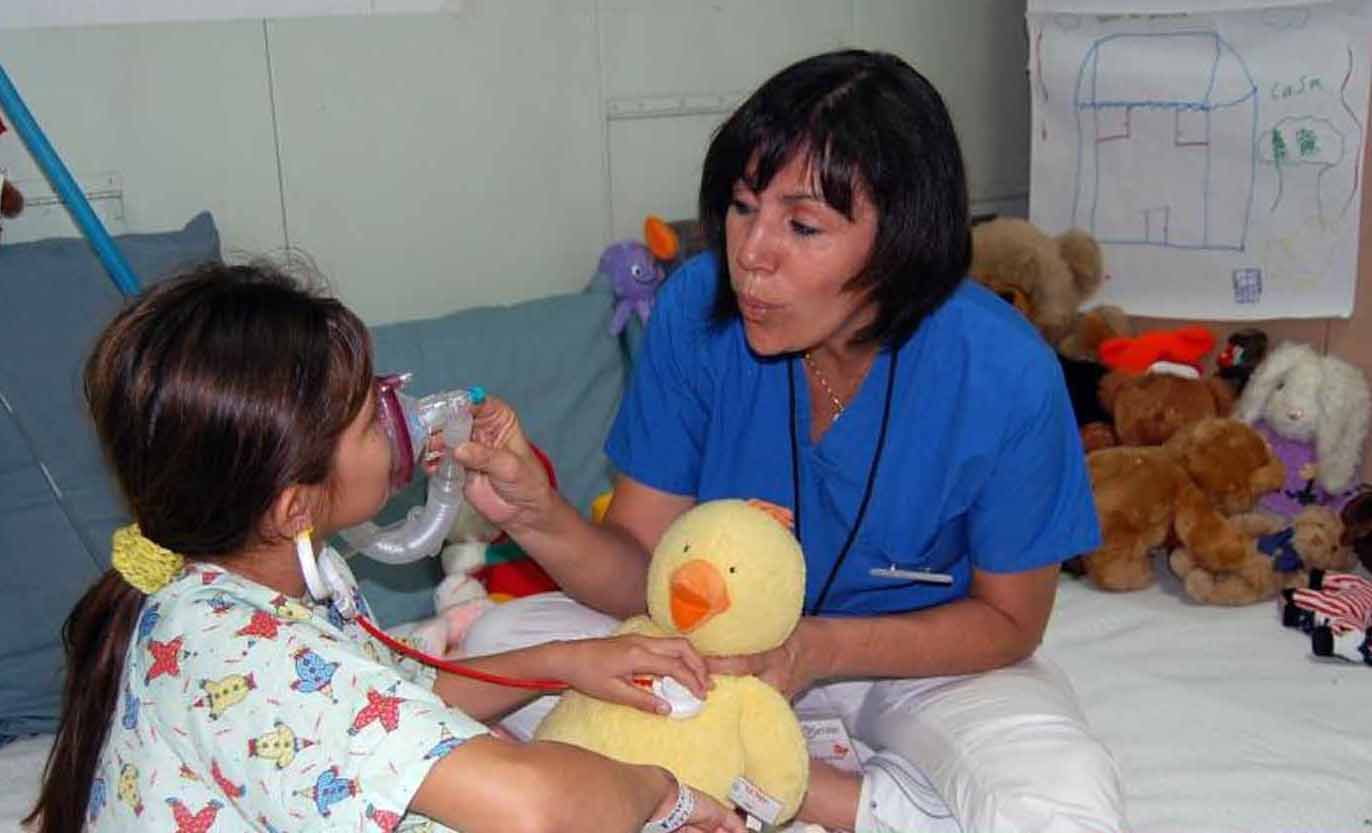
اختصاصية حياة الأطفال

اختصاصيو حياة الطفل هم اختصاصيو الرعاية الصحية للأطفال الذي يعملون مع الأطفال والأسرة في المستشفيات والأماكن الأخرى لمساعدتهم في التأقلم مع التحديات التي تواجههم جراء الإقامة في المستشفى والمرض والعجز، كما يوفرون للأطفال الإعداد المناسب لأعمارهم فيما يخص الإجراءات الطبية وإدارة الألم وفنيات التأقلم واللعب وأنشطة التعبير عن النفس، هذا بالإضافة إلى تقديم المعلومات والدعم والإرشاد للآباء والأشقاء وأفراد الأسرة الآخرين.

## الخلفية
اختصاصي حياة الطفل في أمريكا الشمالية هو متخصص يعمل عادة في المستشفى، ويركز على التطور النفسي الاجتماعي لدى الأطفال ويشجع على الاستعانة بفنيات التأقلم للأطفال وأسرهم الواقعين تحت ضغوط. يدرك اختصاصيو حياة الطفل السمات الفردية للمرضى ويستخدمون مجموعة من الأنشطة المناسبة لتطورهم العقلي والتي تشمل اللعب والإعداد للخضوع لإجراء طبي والتثقيف والتعبير عن النفس ودعم الأسرة للمساعدة في التأقلم مع الإقامة في المستشفى أو المرض أو الموت والاحتضار، كما أنهم مدربون على وضع التطور المعرفي والعاطفي والنفسي لكل طفل في الحسبان بهدف التشجيع على تحقيق أفضل تطور للطفل الذي يواجه تجربة مليئة بالتحديات لاسيما تلك التي تتصل بالرعاية الصحية ودخول المستشفى.

## معلومات تاريخية
بدأ ازدهار مجال حياة الطفل في الولايات المتحدة وكندا في أوائل الستينيات من القرن العشرين من خلال العمل الرائد لإيما بلانك التي تدربت مع ماريا مونتيسوري واستغلت مبادئ تطور الأطفال لتعزيز الرعاية المناسبة لهذه الفئة الخاصة في المستشفى. وقبل هذه الفترة، كان من الشائع استبعاد الآباء من عنابر الأطفال في المستشفيات باستثناء ساعات قصيرة للزيارة والتي كانت تقتصر في بعض الأحيان على العطلات الأسبوعية، أما في الوقت الحاضر، تقر المستشفيات بالاحتياجات العاطفية والتثقيفية الخاصة للأطفال من خلال توفير بيئة مناسبة للأطفال إلى جانب برامج تسهل الدور الرئيسي للأسرة والدعم الذي يساعد على التكييف مع المستشفى ومع الرعاية الصحية خلال سنوات نمو الطفل.

## الخدمات
يتعاون اختصاصيو حياة الطفل مع الآباء واختصاصيي الرعاية الصحية الآخرين لتلبية الاحتياجات البارزة للأطفال في السيطرة على آثار الضغط والصدمات. وربما قد يشعر الأطفال بالارتباك، لذا يساعدهم اختصاصيو حياة الطفل على اكتساب قدر من الاعتياد والسيطرة على البيئة التي هم فيها من خلال اللعب واستكشاف منشأة الرعاية الصحية من الداخل. وانطلاقًا من تفهمهم لاعتماد سعادة الطفل على دعم الأسرة، فإنهم يقدمون المعلومات والدعم والإرشاد للآباء والأشقاء وأفراد الأسرة الآخرين.
تشمل الخدمات التي يقدمها اختصاصي حياة الطفل ما يلي:
- الإعداد النفسي للخضوع للاختبارات والعمليات الجراحية والإجراءات الطبية الأخرى
- الدعم خلال الإجراءات الطبية
- اللعب العلاجي الطبي والترفيهي
- دعم الأشقاء
- الدعم للتغلب على الحزن وفقدان الأحباب
- التدخل أثناء التواجد في غرفة الطوارئ
- جولات تفقد المستشفى قبل دخولها
- الاستشارات مع الأسر أثناء عدم وجود المريض في المستشفى
- التنسيق لإقامة الفعاليات الخاصة والترفية والأنشطة للمرضى وأسرهم
- إخبار مقدمي الرعاية والمديرين والأشخاص العاديين بشأن الاحتياجات التي يتطلبها الطفل الواقع تحت الضغط.[6]

يعمل اختصاصيو حياة الطفل مع المرضى والأسر في بيئات عديدة مثل وحدات المرضى الداخليين ومناطق إجراء الجراحات والعيادات الخارجية ووحدة الرعاية المركزة للأطفال وقسم الطوارئ ووحدة الرعاية المركزة لحديثي الولادة. يعمل اختصاصيو حياة الطفل عادة في المستشفى، إلا أن مهاراتهم والتدريبات التي حصلوا عليها يتم توظيفها عادة لدعم الأطفال والأسر في بيئات أخرى مثل النزُل أو أماكن رعاية الأسنان أو المدارس أو المخيمات المتخصصة أو محلات الحانوتي أو أي مكان يعاني فيه الأطفال من الضغط أو الصدمات، وينصب تركيز التدخل لإنقاذ حياة الطفل في كل من هذه المناطق على الاحتياجات الفردية للطفل والأسرة.

## أساليب التدخل وتقنيات إدارة الألم
يترافق مع المكوث في المستشفى العديد من عوامل الضغط الجسدية والعاطفية والمعرفية، ويستخدم اختصاصيو حياة الطفل أساليب التدخل المتركزة على الطفل وتقنيات إدارة الألم للتعامل مع المريض وأفراد أسرته للتأقلم مع الإقامة في المستشفى والإجراءات الطبية.
تشمل أساليب التدخل: التشجيع على مشاركة المريض في الرعاية وحضوره، وتوضيح كيف يمكن للآباء المشاركة والتواجد، والتحدث والتواصل مع المرضى كثيرًا بأسلوب هادئ، واستغلال فنيات إدارة الألم للحيلولة دون شعور الطفل بعدم الراحة أو الألم، وتقديم الاختيارات متى كان هذا مناسبًا، والتحلي بالواقعية والصدق مع الأطفال والمراهقين، وتقديم أنشطة "مناسبة للسن تعزز الإحساس بالإنجاز. وتتضمن بعض تقنيات إدارة الألم التي يستخدمها اختصاصي حياة الطفل مشاركة الموسيقى والألعاب المفضلة أو الأغراض المفضلة واستخدام الكلمات والعبارات التشجيعية والغناء ومشاركة مشاهدة مقاطع الفيديو واتخاذ المواضع والجلوس في الأماكن التي تبعث على الراحة واستخدام الدعابة.

## التعليم والشهادات
تتضمن برامج درجة حياة الطفل على المستوى الجامعي أو الدراسات العليا مجموعة متنوعة من نشاطات المقررات الدراسية منها أنظمة صحة الطفل وحياة الطفل ودور اختصاصي حياة الطفل ومعنى اللعب وتطوره والأساليب والمواد المستخدمة في مجال حياة الطفل والمشكلات وآليات العمل والتطبيقات البديلة لمجال حياة الطفل، كما تشتمل أيضًا الكثير من البرامج على التدريب العملي أو فترة التخصص. تقدم بعض الكليات والجامعات برامج في مجال حياة الطفل ولكن تأتي كل من دراسات الطفل والأسرة وعلم النفس وتطور الطفل والعلاج الترفيهي والتعليم في رحلة الطفولة المبكرة ضمن التخصصات الأخرى المعتمدة أيضًا. هذا وتتركز نشاطات المقررات الدراسية للطلاب على علم نفس الطفل وتعد الطلاب للعمل الإكلنيكي والعمل بعد التخرج والحصول على الشهادات، وعادة ما يتم إدراج فترات التخصص وفرص التطوع ضمن المناهج.
يمكن لبرامج الخريجين في مجال حياة الطفل مثل ماجستير العلوم في حياة الطفل وماجستير العلوم في دراسات الأسرة والطفل توفير إعداد أفضل للمرء ليصبح اختصاصيًا في حياة الطفل. وعادة ما تشمل الدراسة نشاطات متقدمة ضمن المقررات الدراسية في المشكلات الطبية وتقنيات التأقلم إلى جانب فترات التخصص التي يخضع فيها الدارس للإشراف. هذا وقد يجد الحاصلون على شهادات التخرج عملاً كباحثين أو معلمين.
جمعية حياة الطفل (Child Life Council) هي جمعية مهنية لا تهدف للربح تضم اختصاصيي حياة الطفل وتصدر شهادات "أخصائي معتمد في حياة الطفل (CCLS)، ولإحراز هذه الشهادة، يتعين على كل طالب الحصول على درجة البكالوريس كحد أدنى بإجمالي 10 مقررات دراسية جامعية في مجال حياة الطفل أو مجال ذي صلة، واستكمال فترة تخصص تبلغ 480 ساعة ثم يتعين عليه إظهار مستوى مقبول من المعرفة من خلال خوض اختبار شهادة أخصائي حياة الطفل (Child Life Professional Certification Examination). وتستمر صلاحية الشهادة من خلال تقديم من يثبت قضاء 50 ساعة أو أكثر في التطوير المهني والتي تتم مراجعتها في نهاية كل 5 سنوات هي فترة الشهادة.

## العمل كأخصائي حياة الطفل
تتفاوت متطلبات أصحاب العمل إلا أن جميع الوظائف تقريبًا تتطلب حصول المتقدم للوظيفة على شهادة الاختصاصي المعتمد في مجال حياة الطفل من جمعية حياة الطفل، وتعد هذه الشهادة الوحيدة في هذا المجال في الوقت الحالي.
تتواصل زيادة أعداد الوظائف المتعلقة بحياة الطفل، ففي الواقع، يعمل لدى كل مستشفى من مستشفيات الأطفال في أمريكا الشمالية فريق متخصص في حياة الطفل. وتقع معظم مستشفيات الأطفال في المناطق الحضرية الضخمة، وتنشر جمعية حياة الطفل فرص عمل في قسم «مركز المهن» على موقعها الإلكتروني ويتراوح عدد الوظائف المنشور عنها في العادة بين 15 إلى 30 وظيفة. وقد يلزمك الانتقال إلى ولاية أخرى كي تجد وظيفة في مجال حياة الأطفال.

## الدخل المتوقع
أظهرت نتائج استبيان تم إجراؤه على رواتب العمل في مجال حياة الطفل في عام 2000 أن «اختصاصيو حياة الطفل يحققون - في المتوسط - دخلاً قدره 35,593 دولارًا أمريكيًا، إلا أن هذا يتفاوت حسب المنطقة والمنصب وعدد سنوات الخبرة في المجال ومستوى التعليم وحالة الشهادة وحجم برنامج حياة الطفل. هذا ويكسب الأشخاص المعتمدين في مجال حياة الطفل - في المتوسط - 36,256 دولارًا أمريكيًا أي بزيادة قدرها 5,510 دولارًا أمريكيًا عن الأفراد غير المعتمدين.»

## التغيرات الحادثة في المجال
يتخطى اختصاصيو حياة الطفل الحدود يومًا بعد يوم لتعريف زملاء العمل وأفراد المجتمع بمهنتهم، ويتواصل ظهور طرق جديدة وبديلة لمساعدة الأطفال في التأقلم مع أنواع التحديات المختلفة والكثيرة المرتبطة بالخضوع للعلاج في المستشفى، ويتزايد عدد المتخصصين الذين يتعلمون هذا المصطلح الجديد ويكتسبونه، والمعروف بـ «اللغة الرقيقة للأطفال»، ويستخدمونه للتواصل الفعال مع الأطفال وأسرهم.

## وصلات خارجية
- Child Life Council
- Policy Statement on Child Life Services of the American Academy of Pediatrics
- Child Life Certification